# Coppa Agostoni 1994
La Coppa Agostoni 1994, quarantottesima edizione della corsa, si svolse il 17 agosto 1994 su un percorso di 204,5 km. La vittoria fu appannaggio dell'italiano Oscar Pellicioli, che completò il percorso in 4h52'50", precedendo i connazionali Giorgio Furlan e Massimo Ghirotto.

## Ordine d'arrivo (Top 10)
| Pos. | Corridore            | Squadra                  | Tempo    |
| ---- | -------------------- | ------------------------ | -------- |
| 1    | Oscar Pellicioli     | Polti-Vaporetto          | 4h52'50" |
| 2    | Giorgio Furlan       | Gewiss-Ballan            | a 4"     |
| 3    | Massimo Ghirotto     | ZG Mobili-Selle Italia   | s.t.     |
| 4    | Gianni Faresin       | Lampre-Panaria           | s.t.     |
| 5    | Stefano Della Santa  | Mapei-CLAS               | s.t.     |
| 6    | Alberto Elli         | GB-MG Boys Maglificio-T. | a 2'56"  |
| 7    | Volodymyr Pulnikov   | Carrera-Tassoni          | s.t.     |
| 8    | Francesco Casagrande | Mercatone Uno-Medeghini  | s.t.     |
| 9    | Michele Bartoli      | Mercatone Uno-Medeghini  | s.t.     |
| 10   | Gianluca Bortolami   | Mapei-CLAS               | s.t.     |